# Boris Pugo
Boris Karlovič Pugo, OAN (in russo Борис  Карлович Пуго?; Kalinin, 19 febbraio 1937 – Mosca, 22 agosto 1991), è stato un politico sovietico.

## Biografia
Nacque a Kalinin (oggi Tver') in una famiglia comunista lettone che aveva lasciato la Lettonia dopo la guerra d'indipendenza lettone; si laureò al Politecnico di Riga nel 1960, entrando quindi nei quadri del Partito Comunista. Tra il 1960 ed il 1984 ricoprì tra l'altro le cariche di primo segretario del Comitato Centrale del Komsomol della Repubblica Socialista Sovietica Lettone, segretario del Comitato Centrale del Komsomol in URSS, primo segretario del comitato cittadino di Riga e presidente del KGB lettone.
Pugo fu primo segretario del Partito Comunista Lettone dal 14 aprile 1984 al 4 ottobre 1988 e quindi dal 1988 al 1991 fu presidente della Commissione di controllo del Partito Comunista Sovietico.
Tra il 1990 ed il 1991 fu ministro degli affari interni dell'URSS. In questa veste partecipò al tentato colpo di Stato in Unione Sovietica dell'agosto 1991, cercando di usare la sua carica per ostacolare l'opposizione al golpe. Dopo il fallimento del golpe, ricevuto l'ordine di comparizione per rispondere delle sue responsabilità, sparò alla moglie e si suicidò per evitare l'arresto.
È sepolto al cimitero di Troekurovo di Mosca.
Nonostante le sue origini, parlava a stento il lettone.